# Kosovo del Norte
Kosovo del Norte (en serbio: Северно Косово, Severno Kosovo; albanés: Kosova Veriore) es la denominación no oficial de una región ubicada al norte de Kosovo y que está habitada principalmente por personas de etnia serbia, a diferencia del resto del territorio, que posee en su gran mayoría población de origen albanés. El área también es conocida como Ibar Kolašin (albanés: Kollashini i Ibrit, serbio: Ibarski Kolašin), un topónimo que precede a la partición política.
Kosovo del Norte comprende principalmente los municipios de Leposavić, Zvečan, Zubin Potok y Mitrovica Norte, la parte del territorio de Kosovska Mitrovica ubicado al norte del río Ibar. Su principal ciudad es Mitrovica Norte. Contiene la mayor proporción de serbios dentro de Kosovo, territorio disputado que declaró su independencia sin ser reconocido por Serbia que reclama soberanía sobre el mismo. Debido, entre otras muchas razones de naturaleza política, económica, social, cultural, etc., además de geográfica, al hecho de que es el único territorio con mayoría serbia contiguo a ese país, funciona con estructuras políticas paralelas dependientes del gobierno de Belgrado y no reconoce a las instaladas por Pristina. Las autoridades de origen serbio se coordinan a través de la Asamblea Comunitaria de Kosovo y Metohija. La policía, en tanto, sigue a cargo de las fuerzas multinacionales de EULEX y KFOR.
El territorio es la zona de Kosovo con mayor predominio de serbios, y a diferencia del resto, se encuentra situado junto a Serbia Central. Este hecho ha facilitado su capacidad de autogobierno con casi total independencia de las instituciones situadas en Kosovo, por lo que es considerado de facto un territorio autónomo. A pesar del estancamiento del proceso del estatuto de Kosovo, en repetidas ocasiones se ha demandado la formalización de esta partición como una solución permanente, que ha sido habitualmente debatida como solución al conflicto.
Tras seis meses de negociaciones auspiciadas por la UE, el 19 de abril de 2013 los gobiernos de Serbia y la República de Kosovo alcanzaron un acuerdo para el establecimiento de relaciones entre ambos, que incluía la autonomía de los municipios de Kosovo del Norte y sus competencias, dentro de la organización legislativa de la República de Kosovo.

## Historia

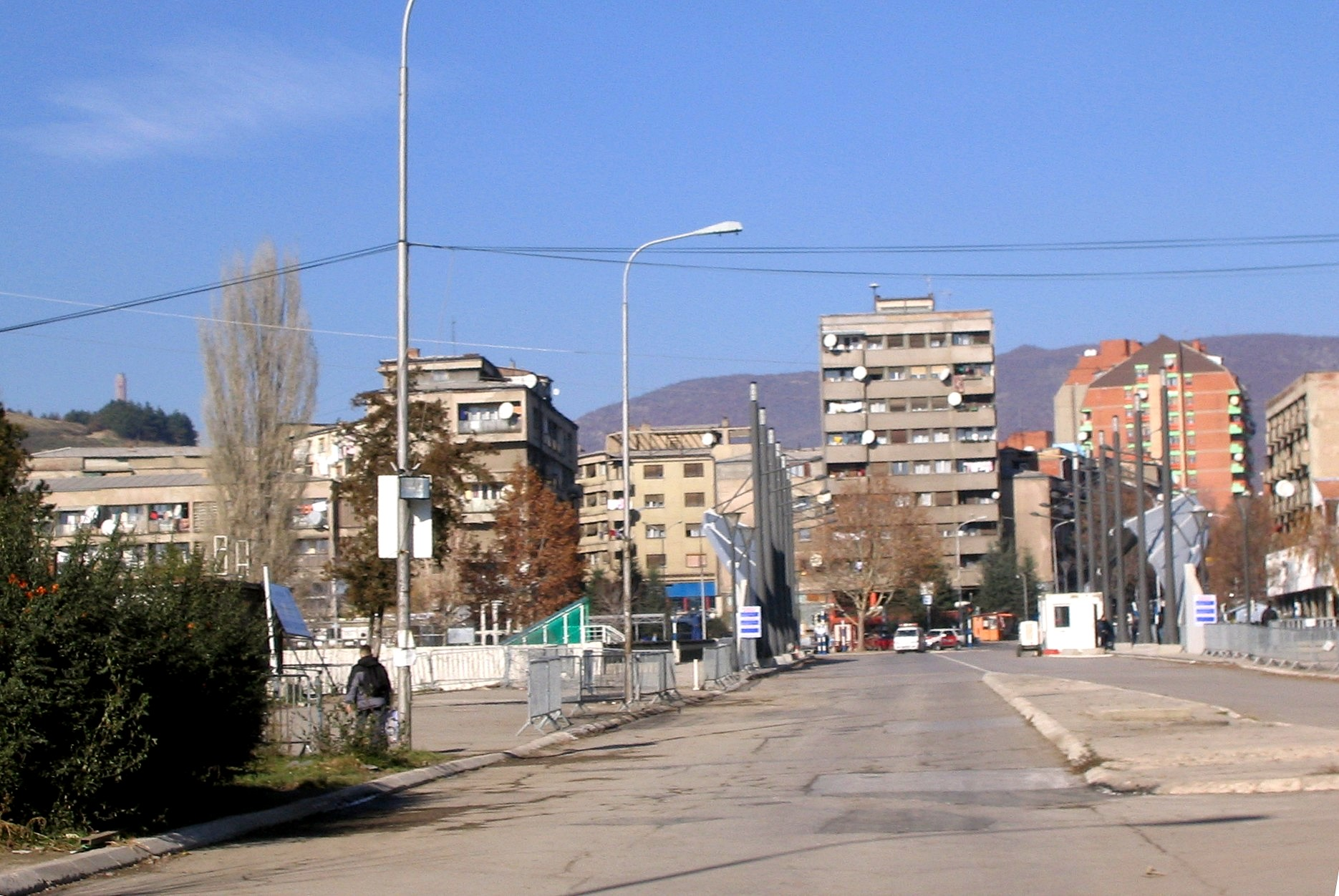
El puente de Austerlitz sobre el río Ibar en Kosovska Mitrovica, que divide la ciudad en la zona serbia y la albanesa, sirve también como frontera entre Kosovo del Norte y el resto del país. En la imagen, el puesto de observación de KFOR que controla el acceso entre ambas zonas.

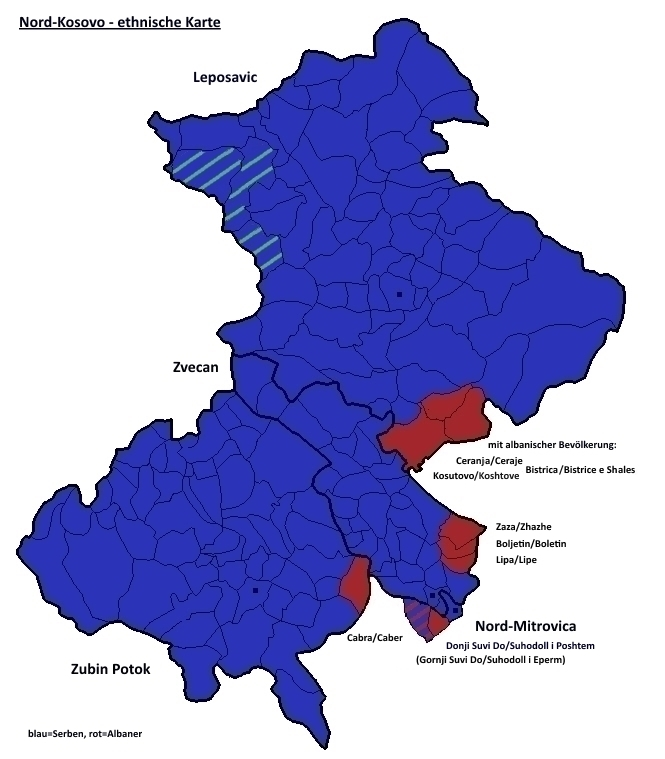
Mapa étnico de Kosovo del Norte. En azul, las áreas con mayoría de población serbia, y en rojo las más habitadas por albaneses.

Tras la declaración de independencia que proclamó la República de Kosovo el 17 de febrero de 2008, formada mayoritariamente de personas de etnia albanesa, Kosovo del Norte se mantuvo bajo administración de la República de Serbia y no reconoció la autoproclamación del nuevo Estado. En la actualidad, Kosovo del Norte se mantiene bajo disputa por ambos gobiernos y, aunque ambos rechazan la partición de la región, algunos políticos han lanzado dicha posibilidad como forma de superar el conflicto serbio-kosovar. Poco antes de la declaración de independencia albanokosovar, representantes de Kosovo del Norte declararon que si Kosovo proclamaba su independencia, Kosovo del Norte también lo haría.
La declaración de independencia, aunque no motivó la proclamación de secesión, si generó el nacimiento de organismos locales para administrar el territorio en aquellos lugares donde no se reconoció al gobierno basado en Pristina. El 11 de mayo de 2008 se creó la Asamblea Comunitaria de Kosovo y Metohija, organismo que representa y coordina a las diversas comunidades serbias en el territorio de Kosovo, incluyendo a representantes de los municipios de Kosovo del Norte.
En mayo de 2010, se celebraron elecciones en diversas partes de Kosovo para elegir a representantes locales de la comunidad serbia. En dicha oportunidad, se produjeron diversos enfrentamientos en el puente que divide la ciudad de Kosovska Mitrovica con manifestantes albaneses que protestaban contra esta convocatoria, por lo que debieron intervenir tropas de KFOR y EULEX. Ese mismo año, las elecciones parlamentarias del gobierno autónomo kosovar fueron masivamente boicoteadas por la comunidad serbia, registrando pocos votos en el sector de Kosovo del Norte.
Durante los días 14 y 15 de febrero de 2012, los serbios de Kosovo del Norte acudieron a un referéndum convocado por las autoridades locales con el fin de conocer si esta población aceptaba las instituciones de la denominada República de Kosovo. Acudieron a las urnas unos 35 000 serbios, arrojando el resultado de que el 99,74% no aceptaba las instituciones albanokosovares y, por extensión, la independencia de la ex provincia. A pesar de que desde Belgrado se recomendó la no realización del referéndum, y desde Pristina su resultado no fue reconocido, desde algunos ámbitos el escrutinio fue considerado «un paso más hacia la secesión del norte de Kosovo».
Desde 2018 existe la predisposición entre los gobiernos de Serbia y Kosovo a negociar un intercambio territorial donde Kosovo del Norte pasaría a formar parte de Serbia mientras que el Valle de Presevo, territorio de mayoría albanesa en Serbia, pasaría a formar parte de Kosovo. Esta solución ha sido respaldada por países como Rusia como solución al conflicto. Otros países europeos y balcánicos como Macedonia del Norte, muestran su preocupación porque dicho intercambio territorial reabra posibles conflictos étnicos y territoriales nuevamente en los Balcanes. Por otro lado, está a favor de este intercambio territorial entre Serbia y Kosovo parte de la diplomacia europea, siempre que dicho intercambio territorial conlleve una renuncia de Serbia a la posible incorporación de otros territorios, como es el caso de los territorios de mayoría serbia en Bosnia-Herzegovina y a su vez la integración de Serbia en la Unión Europea. Kosovo sería reconocido e igualmente deberá conllevar una renuncia tanto a la unión con Albania como a la incorporación de otros territorios de mayoría albanesa.

## Geografía

Mapa étnico de Kosovo hacia 2005.

Aunque no existe una definición precisa de Kosovo del Norte, usualmente se considera el territorio correspondiente a los municipios de Leposavić, Zvečan y Zubin Potok más el sector al norte del río Ibar en la municipalidad de Kosovska Mitrovica, todas ubicadas en el distrito de Mitrovica.
Los tres municipios anteriores considerados parte de Kosovo del Norte poseen una superficie de 1.189 km²; agregando el territorio de Mitrovica del Norte, totaliza cerca de 1.200 km², un 11,1% aproximadamente del territorio total de Kosovo.
| Leposavić       | 750 km²   |
| Zvečan          | 335 km²   |
| Zubin Potok     | 104 km²   |
| Mitrovica Norte | 11 km²    |
| Total           | 1.200 km² |

## Demografía
El norte de Kosovo está formado por cuatro municipios: Leposavić, Zvečan, Zubin Potok y Mitrovica Norte. Abarca 1 007 km², es decir, el 9,97% de la superficie terrestre de Kosovo. si se consideran sus límites una frontera con Serbia propiamente dicha, el norte de Kosovo no es, en sentido estricto, un "enclave serbio" o un "exclave serbio".
Antes de la guerra de Kosovo, la zona estaba habitada predominantemente por serbios, con una importante minoría de albanokosovares y poblaciones más pequeñas de bosnios y romaníes. El censo de 1991 registró 50 500 habitantes en los municipios de Leposavić, Zvečan y Zubin Potok, de los cuales la gran mayoría eran serbios, con un pequeño número de albaneses y otras minorías menores, aunque la Oficina Estadística de Kosovo considera que la exactitud de este censo es "cuestionable", dado que según esta la mayoría de los albaneses lo boicotearon. La población del municipio de Mitrovica era predominantemente albanesa, y la propia ciudad y dos de los pueblos cercanos eran étnicamente mixtos.
Al final de la guerra, Mitrovica se dividió entre serbios y albaneses, y el río Ibar marcó la línea divisoria. El norte de Mitrovica, que ahora alberga aproximadamente 22 500 serbios y 7 000 miembros de otros grupos étnicos, está reconocido desde 2013 como un municipio separado por el Gobierno de Kosovo.
En 2018, la Organización para la Seguridad y la Cooperación en Europa estimó que la población de Leposavić, Zvečan, Zubin Potok y Mitrovica Norte asciende a 48 500 habitantes. De ellos, unos 42 500 (87%) son serbios, 5000 (10%) albaneses, 1000 (3%) bosnios y otros.
Estas estimaciones indican que más del 60% de todos los serbios de Kosovo viven en el norte de Kosovo. En algunas zonas del norte de Kosovo opera un servicio especial de autobuses para facilitar el desplazamiento de los residentes no serbios por el territorio. El autobús funciona con una presencia de seguridad acompañante para garantizar la seguridad de los pasajeros y permite a esos residentes entrar y salir de la zona del norte de Kosovo con mayor seguridad.

## Economía
La economía de la región fue devastada por la guerra: en 2006, la tasa de desempleo había alcanzado el 77% en el municipio de Kosovska Mitrovica. El mayor polo industrial es el complejo minero de Trepca en Zvečan, compuesto por 40 minas y plantas de producción de una gama de metales que abarca zinc, plomo, cadmio y plata. El complejo empleaba a 4.000 personas a pleno funcionamiento, pero fue cerrado por UNMIK en agosto de 2000 debido a su alto índice de contaminación ambiental. Los planes para su reapertura surgidos desde 2002 no han culminado en la reactivación de ninguna de sus actividades.
La situación económica se ha deteriorado significativamente en los últimos años debido a la falta de inversión de capital, agravada por la incertidumbre causada por la disputa política sobre el futuro de la región. Gran parte de la comunidad serbia utiliza el dinar serbio, en lugar del euro, moneda de curso legal en Kosovo.